# 浜田恒之助

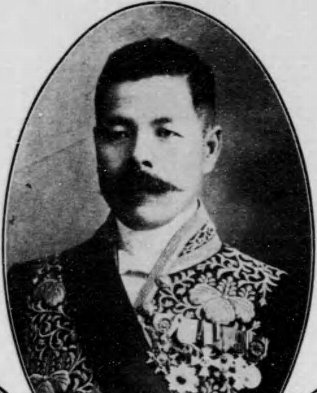
浜田恒之助

浜田 恒之助（はまだ つねのすけ、1870年10月13日（明治3年9月19日） - 1945年（昭和20年）4月28日）は、日本の内務官僚。憲政会系府県知事。

## 経歴
土佐国出身。浜田愚一郎の三男として生まれる。第三高等学校を経て、1896年7月、帝国大学法科大学政治学科を卒業。同年12月、文官高等試験行政科試験に合格した。内務省に入り内務属として警保局に配属された。
1897年4月、茨城県参事官に就任。以後、山梨県警察部長、石川県警察部長、宮城県警察部長、神奈川県警察部長、奈良県事務官、北海道事務官・第三部長などを歴任。
1910年6月、富山県知事に就任。1915年8月、宮城県知事に転任。原内閣成立後、1919年4月に退任した。加藤高明内閣成立後、1924年6月、拓殖事務局長として復帰。1925年9月、広島県知事に就任し、1926年9月、京都府知事に転じた。京都府立女子専門学校の設立を推進した。1927年4月、京都府知事を辞任し退官した。

## 栄典
- 1910年（明治43年）12月26日 - 勲四等瑞宝章[2]